# Ext3
ext3 (англ. Third Extended File System, ext3fs) — журналируемая файловая система, использовавшаяся в 2000-е годы по умолчанию во многих дистрибутивах Linux. С 2010-х годов применяется реже, уступив доминирующее место основанной на ней системе ext4; другие системы, созданные на базе ext3 — ext3cow (с поддержкой копирования при записи) и Next3 (с поддержкой снимков).
Основана на ext2, основное отличие от предшествующей системы — поддержка журнала, записывающего некоторые данные, что позволяет восстановить файловую систему при сбоях.
Стандартом предусмотрено три режима журналирования:
- writeback: в журнал записываются только метаданные файловой системы, то есть информация о её изменении. Не может гарантировать целостности данных, но уже заметно сокращает время проверки по сравнению с ext2;
- ordered: то же, что и writeback, но запись данных в файл производится гарантированно до записи информации об изменении этого файла. Немного снижает производительность, также не может гарантировать целостности данных (хотя и увеличивает вероятность их сохранности при дописывании в конец существующего файла);
- journal: полное журналирование как метаданных ФС, так и пользовательских данных. Самый медленный, но и самый безопасный режим; может гарантировать целостность данных при хранении журнала на отдельном разделе (а лучше — на отдельном жёстком диске).

Указывается режим журналирования в строке параметров для утилиты mount, например: mount /dev/hda6 /mnt/disc -t ext3 -o data=<режим>, либо в файле /etc/fstab.
Может поддерживать файлы размером до 1 ТБ. С Linux-ядром 2.4 объём файловой системы ограничен максимальным размером блочного устройства, что составляет 2 ТБ; начиная с ядер 2.6 (для 32-разрядных процессоров) максимальный размер блочных устройств составляет 16 ТБ, однако ext3 поддерживает только до 4 ТБ. Максимальное число блоков для ext3 — 232, Размер блока может быть различным, что влияет на максимальное число файлов и максимальный размер файла в файловой системе.
| Размер блока | Макс. размер файла | Макс. размер файловой системы |
| ------------ | ------------------ | ----------------------------- |
| 1 KiB        | 16 GiB             | до 2 TiB                      |
| 2 KiB        | 256 GiB            | до 8 TiB                      |
| 4 KiB        | 2 TiB              | до 16 TiB                     |
| 8 KiB        | 2 TiB              | до 32 TiB                     |

1. ↑  Размер блока в 8 KiB в Linux доступен только на архитектурах, поддерживающих страницы в 8 KiB, например Alpha.